# ليبيون إيطاليون
إيطاليون ليبيون (بالإيطالية: Italolibici) هي مصطلح يطلق على من هم أساسا من أصل إيطالي لكنهم إما نشؤوا أو ولدوا في ليبيا.

## تاريخ
يعود التواجد الإيطالي في ليبيا إلى فترة الرومان القدماء (باعتبار أصول معظم الإيطاليين)، حيث حكمت واستوطنت ليبيا على مدى 5 قرون، حتى سقوط الإمبراطورية الرومانية وما تلاها من دخول العرب والأتراك. لكن غالبا مايشير التواجد الإيطالي في ليبيا إلى إيطاليي العصر الحديث.
في 1911 قامت مملكة إيطاليا بالدخول في حرب مع الإمبراطورية العثمانية التي كانت تسيطر على ليبيا في ذلك الوقت، وتمكنت إيطاليا من السيطرة على ليبيا كمستعمرة لها. وقامت بتشجيع المستوطنين الإيطاليين على المجيء إلى ليبيا واستمر الأمر حتى قيام الحرب العالمية الثانية.
في ليبيا قام الإيطاليون في أقل من ثلاثين عاما (1911 - 1940) ببناء مجموعة كبيرة من أعمال المرافق العامة مثل الطرق والمباني والموانئ. كما ازدهر الاقتصاد الليبي، كما قام المزارعون الإيطاليون بالحصول على أراض لزراعتها بتسهيلات حكومية. اعتبرت ليبيا «أمريكا» جديدة بالنسبة للمهاجرين الإيطاليين.
| السنة | إيطاليون | النسبة | كامل ليبيا | مصدر معلومات السكان                                               |
| ----- | -------- | ------ | ---------- | ----------------------------------------------------------------- |
| 1936  | 112,600  | 13.26% | 848,600    | Enciclopedia Geografica Mondiale K-Z, De Agostini,1996            |
| 1939  | 108,419  | 12.37% | 876,563    | Guida Breve d'Italia Vol.III, C.T.I., 1939 (Censimento Ufficiale) |
| 1962  | 35,000   | 2.1%   | 1,681,739  | Enciclopedia Motta, Vol.VIII, Motta Editore, 1969                 |
| 1982  | 1,500    | 0.05%  | 2,856,000  | Atlante Geografico Universale, Fabbri Editori, 1988               |
| 2004  | 22,530   | 0.4%   | 5,631,585  | L'Aménagement Linguistique dans le Monde                          |

## الإيطاليون الليبيون بعد الحرب العالمية الثانية
بعد هزيمة إيطاليا في الحرب العالمية الثانية وبداية فترة إنهاء الاستعمار الدولية "Decolonization" تعزز خروج الإيطاليين من ليبيا بعد أن أصبحت البلاد بلدا مستقلا في العام 1951، فيما انقرض وجود الإيطاليين في البلاد بشكل شبه تام بعد قرار العقيد معمر القذافي بطردهم في العام 1970.
في العام 2006 ذكرت السفارة الإيطالية في طرابلس أن في ليبيا مايقدر بحوالى 1,000 من الليبيين الإيطاليين معظمهم من كبار السن ما زالوا يقيمون في طرابلس وبنغازي، كما يتحدر منهم العديدين (قدره عالم التاريخ فيدالي بنحو 10,000) تزوجوا من ليبيين عرب أو أمازيغ أو من ليبيين من أصل إيطالي عربي أو أمازيغي.
كما أن الإيطاليون الليبييون قد أسسوا جمعية لهم هي جمعية «الإيطاليون العائدون من ليبيا» أو " Associazione Italiani Rimpatriati dalla Libia " 
معظم الإيطاليون الليبيون يتحدثون الإيطالية واللهجة الليبية إضافة إلى الإنجليزية فيما تتحدث الأجيال الجديدة العربية وتستوعب بعض الإيطالية، كما أن معظمهم رومان كاثوليك كما تحول عدد منهم إلى الإسلام.

## مشاهير الإيطاليين الليبيين
بعض من مشاهير الإيطاليين الليبيين وفقا لمحل ولادتهم:

### طرابلس
- كلاوديو جينتيلي (مواليد 1953) لاعب كرة قدم.
- روزانا بوديستا (مواليد 1934) ممثلة سينمائية.
- فرانكو كاليفانو (مواليد 1938) موسيقي.
- دون كوسكاريلي (مواليد 1954) منتج أفلام وكاتب سيناريو.
- هربيرت باغاني (1944-1988) مغني.
- نيكولو دآليساندرو (مواليد 1944) فنان وكاتب.
- إيمانويلي كاراتشولو (1912-1944) منتج سينمائي.
- فيكتور ماجار (مواليد 1957) كاتب.
- جيان يبيلو (مواليد 1939) كاتب.

### بنغازي
- ماوريتسو سيماندي (مواليد بنغازي 1939) مذيع تلفزيوني.

### الخمس
- ماريو سكيفانو (مواليد الخمس 1934 - وفيات روما 1998) رسام.